# エアグルーヴ
エアグルーヴ（欧字名:Air Groove、1993年4月6日 - 2013年4月23日）は、日本の競走馬、繁殖牝馬。
1996年に優駿牝馬（オークス）（GI）で優勝し、1983年の同レースを制した母・ダイナカールとの母娘2代での制覇を成し遂げた。1997年には天皇賞（秋）（GI）を制し、同年に牝馬としては1971年のトウメイ以来26年ぶりとなる年度代表馬に選出された。牡馬と互角以上に渡り合った戦績から「女帝」と称される。その他の勝ち鞍に、1996年のチューリップ賞（GIII）、1997年の札幌記念（GII）、マーメイドステークス（GIII）、1998年の札幌記念（GII）、産経大阪杯（GII）。
現役引退後には繁殖牝馬となり、2003年・2004年のエリザベス女王杯勝ち馬アドマイヤグルーヴ（父サンデーサイレンス）、2012年のクイーンエリザベス2世カップ勝ち馬のルーラーシップ（父キングカメハメハ）と2頭のGI勝ち馬を輩出した。

## 生涯

### デビューまで
1993年、北海道早来町の社台ファーム早来に生まれる。父のトニービンは1988年の凱旋門賞優勝馬、母のダイナカールは1983年の優駿牝馬優勝馬で、本馬は第4仔にあたる。生まれた翌日社台ファーム早来から仔馬の誕生を知らされたのちの管理調教師・伊藤雄二は、本馬を一目見て「ものすごいインパクトを受けた」と回想し、一時間以上は仔馬を眺めていたという。また、主戦騎手となる武豊によると、伊藤は場長の吉田勝己に「男だったらダービー馬やけどな」と言ったという。伊藤によるとこの日牧場には野平祐二がいたといい、野平に「凄い馬になりますから覚えておいてくださいよ」と言ったら「はあ?という顔をされた」と回想している。
3歳の5月に栗東の伊藤雄二厩舎に入厩。伊藤曰く、トニービンの産駒は「最初は凄く見栄えがするが、そこからみんな一度形が崩れる」というものの、エアグルーヴはそのようなことがなかったため、「見るたびに僕をワクワクさせてくれた」と振り返っている。また、伊藤はスタッフに対して「完成期はまだ先、古馬になってからだから、そこまでは目一杯やらないように」とスタッフに厳命した。

## 戦績

### 3歳（1995年）
1995年の札幌競馬場で鞍上に武豊を迎えてデビュー。一番人気に支持されたが、マイネルランサムにクビ差届かず2着に敗れた。ただし、これは伊藤曰く「競馬は苦しくないものだということを教える必要があった」とのことで、2戦目の新馬戦では2着のダイワテキサスに0.8秒差をつけて初勝利を挙げた。
続くオープン特別のいちょうステークスでも1番人気に支持されたが、最後の直線半ばで進路を塞がれ、武が大きく立ち上がるほどの不利を受けた。しかし、ここから体勢を立て直して差し切り勝ちを収めた。武豊はこのレースでのエアグルーヴの勝負根性に驚き、後に「絶対普通の馬にはできないようなこと」と振り返り、伊藤は「普通はあそこから勝てない。これはただの牝馬じゃない、男馬にも勝てる牝馬だと確信したのは、あの時です」と振り返っている。
続く阪神3歳牝馬ステークスでは、武豊が出走予定だった数あるお手馬からイブキパーシヴを選択したため、マイケル・キネーンが騎乗した。レースはマイル戦にもかかわらず前半1000mの通過タイムが61秒1という超スローペースとなったこともあり、角田晃一が騎乗したビワハイジの逃げ切りを許し2着に敗れた。伊藤によるとこのレースはキネーンが周囲からイブキパーシヴの存在を伝えられていたことで同馬をマークしすぎたこと、また自身はビワハイジの存在が怖いと思っていたもののそれを伝えていなかったことが敗因だったとし、「勝てたのに、勝たせてあげられなかった」と述べている。

### 4歳（1996年）
4歳初戦のチューリップ賞では短期免許で騎乗していたオリビエ・ペリエを鞍上に迎え、2着のビワハイジに5馬身差の圧勝。この勝利で伊藤は「桜花賞、オークス、秋華賞、全部勝つぞとなった」というが、桜花賞に向けての調整中に熱発が起き、これにより桜花賞を回避した。伊藤曰く熱は上がったといっても2、3分程度だったため熱発が起きた夜には回復したが、先に情報が出回ってしまったため「無理をして出走してもいいことは一つもありません」ということで回避を決めたという。また、武によると当時の栗東トレーニングセンターでは風邪が流行っていたといい、武を鞍上に皐月賞への出走を予定していたダンスインザダークも熱発したため皐月賞を回避した。
熱発休養明けで臨んだ優駿牝馬（オークス）では1番人気に支持された。レースは最後の直線で早めに抜け出すと、桜花賞馬ファイトガリバーらの追い込みを封じてGI初勝利を挙げた。この勝利で史上2例目、42年ぶりのオークス母娘制覇を達成した。
その後は休養に入り、ステップレースには出走せずに牝馬三冠最終戦の秋華賞に出走した。しかし、伊藤が「人間に、ここは負けられないという気持ちが強すぎた」というほど仕上げすぎたことで体調が万全ではなく、さらにパドックでのフラッシュ撮影で過敏に反応してイレ込み、返し馬でもパニック状態は収まらずに出走を迎えることとなった。レースでは好位でレースを進めたものの手ごたえが悪く、武が4コーナー手前からムチを入れなくてはならなくなるほどだった。結局ファビラスラフインの10着と惨敗し、レース後には右前脚の骨折が判明し長期離脱となった。秋華賞後に北海道の牧場で手術が施され、エアグルーヴは年内に栗東へ戻った。

### 5歳（1997年）
古馬となっての初戦には6月のマーメイドステークスが選ばれ、1番人気に支持され勝利を収めた。続く札幌記念は伊藤が同レースに出走予定だったジェニュインを相手に絞り、「勝っても負けてもジェニュインと何馬身差の競馬ができるかで、天皇賞でも通用するのか測れる」という思惑の元出走となった。札幌記念はこの年からGIIに格上げとなったことと2頭の対決が注目を集めたことで当日の札幌競馬場には5万人近くの観衆が集まり、レースでは中団から抜け出すとジェニュイン、エリモシックの追撃を振り切って勝利した。目標と定めていたジェニュインは4着であり、伊藤は「まだ目一杯仕上げていない状態でこれなら、本番（天皇賞）も勝てる」と確信を持ったという。
迎えた天皇賞（秋）では、エアグルーヴは伊藤が「この時、初めてピークに持っていきました」と振り返るほど良好な状態で出走した。当日は前年の優勝馬バブルガムフェローに次ぐ2番人気に支持される。レースでは最後の直線で3番手から抜け出そうとしたバブルガムフェローにエアグルーヴが外から襲い掛かり、残り200m過ぎからは2頭のマッチレース状態となったが、エアグルーヴがクビ差前に出て1着でゴールし、1980年のプリテイキャスト以来17年ぶり、また秋の天皇賞が2000メートルのレースになってからは史上初となる牝馬の優勝となった。なお、3着のジェニュインはバブルガムフェローから5馬身後方だった
続くジャパンカップでは2番人気に支持されたが、最後の直線で抜け出そうとしたところを内から追い込んだピルサドスキーにクビ差かわされ2着に敗れた。年内最終戦の有馬記念では武豊がマーベラスサンデーに騎乗したため、オリビエ・ペリエに乗り替わり、最後の直線で抜群の手応えで早めに先頭に立ったが、最後にマーベラスサンデーと勝ち馬のシルクジャスティスにわずかに交わされて3着に敗れた。
1997年度の年度代表馬選定において、秋の中長距離GIシリーズを牡馬に交じって走り、全てで馬券圏内に入着した走りが評価されて同年度の年度代表馬に選定された。牝馬の年度代表馬受賞は1971年のトウメイ以来26年ぶりとなった。

### 6歳（1998年）
当初の予定では社台ファーム早来との約束により97年限りで現役を引退する予定だったが、吉原が怪我で走れなかった期間もあったためもう少し走らせたいという希望、伊藤が無事に牧場に返す自信があるということで現役を1年延長することとなった。初戦となった産経大阪杯では単勝1.2倍と圧倒的な支持を集め、1歳年下のメジロドーベル以下に勝利。続く鳴尾記念では道悪が堪えて2着に敗れた。牝馬として史上初のファン投票1位となった宝塚記念では調整遅れもあり、サイレンススズカの3着に敗れた。その後、札幌記念を斤量58キログラムを背負いながらも3馬身差で勝利、グレード制導入以後初となる連覇を達成した。
秋シーズンは調整の遅れやサイレンススズカと鞍上・武豊騎手の兼ね合い、サイレンススズカとレースをするリスク、複数GIタイトルの獲得を目指すという方針等が考慮され、天皇賞（秋）へは向かわずエリザベス女王杯からジャパンカップというローテーションが組まれた。しかし、エリザベス女王杯の1週前に武豊が京都競馬場の新馬戦で後のダービー馬アドマイヤベガに騎乗して1位入線したものの、進路妨害で4着に降着で実効6日間（3週間）の騎乗停止となってしまい、エリザベス女王杯とジャパンカップにおける鞍上が急遽横山典弘への乗り替わりになった。
エリザベス女王杯では当日はオッズ1.4倍の1番人気に支持された。陣営は「ジャパンカップへのステップ」を公言していたが、レースでは最後の直線で上がり3ハロン（最後の600メートル）は33秒5という当時としては破格のタイムの末脚を繰り出して抜け出したメジロドーベルをかわせず、またランフォザドリームに遅れての3着に敗れた。メジロドーベルに4度目の対戦で初勝利を許したことに加え、2年1カ月ぶりに牝馬に先着を許すレースとなった。その後中1週で臨んだジャパンカップではスペシャルウィークに次ぐ2番人気で出走したが、最後の直線で先に抜け出したエルコンドルパサーに2馬身半差遅れての2着に敗れた。引退レースとなった有馬記念では武が鞍上に戻り、この年の皐月賞・菊花賞を制したセイウンスカイに次ぐ2番人気に支持されたが、レース中に落鉄したことが影響しグラスワンダーの5着に敗れた。

### 引退後
1999年に故郷のノーザンファームで繁殖牝馬となった。初年度は当時不動のリーディングサイアーであったサンデーサイレンスが種付けされ、翌年に初仔のアドマイヤグルーヴを出産した。アドマイヤグルーヴは同年のセレクトセールに上場された際に7000万円からセリが始まり、最終的に近藤利一が2億3000万円で落札した。デビュー後は2003年のエリザベス女王杯を優勝して親仔3代でのGI制覇を達成し、翌2004年も連覇を達成している。その後2007年にキングカメハメハとの間に生まれた2012年のクイーンエリザベス2世カップ優勝馬ルーラーシップを出産し、他にもステイヤーズステークス勝ち馬フォゲッタブル、マーメイドステークス勝ち馬グルヴェイグを輩出した。
2004年5月にはJRAゴールデンジュビリーキャンペーンの「名馬メモリアル競走」として「エアグルーヴメモリアル」が同年の優駿牝馬（オークス）施行日の東京競馬場第9競走に施行された（優勝馬:メジロマントル、鞍上:吉田豊）。2010年10月にはJRAのインターネットにて、「東京ゴールデンプレミアム」のメモリアルホース投票において当馬が最多得票を獲得し、同年の天皇賞（秋）施行日の東京競馬場第12競走に「エアグルーヴメモリアル」の副名称が付与され施行された（優勝馬:インオラリオ、鞍上:クリストフ・スミヨン）。
2013年4月23日、繋養先であった北海道勇払郡早来町のノーザンファーム早来牧場にて11番仔であるエアグルーヴの2013（競走馬名:ショパン）を出産した後、内出血により死亡。20歳（数え年だと21歳）であった。
自身が亡くなる1年前に繁殖牝馬となっていたアドマイヤグルーヴも逝去した。そのアドマイヤグルーヴ最後の産駒となったドゥラメンテ（父キングカメハメハ）が2015年の皐月賞と東京優駿（ダービー）を制しクラシック二冠を達成、ダイナカールから親子4代でのGI制覇を果たし、2021年にはドゥラメンテ産駒のタイトルホルダーが菊花賞を制し5代続けてのG1制覇も果たしている。

## 競走成績
以下の内容は、netkeiba.comの情報に基づく。
| 競走日 | 競走日 | 競走日 | 競馬場 | 競走名           | 格   | 距離（馬場）  | 頭 数 | 枠 番 | 馬 番 | オッズ （人気） | 着順 | タイム （上り3F） | 着差 | 騎手       | 斤量 [kg] | 1着馬（2着馬）         | 馬体重 [kg] |
| ------ | ------ | ------ | ------ | ---------------- | ---- | ------------- | ----- | ----- | ----- | --------------- | ---- | ----------------- | ---- | ---------- | --------- | ---------------------- | ----------- |
| 1995.  | 07.    | 8      | 札幌   | 3歳新馬          |      | 芝1200m（良） | 9     | 4     | 4     | 01.6（1人）     | 02着 | 1:12.1（36.6）    | -0.0 | 武豊       | 53        | マイネルランサム       | 460         |
|        | 07.    | 30     | 札幌   | 3歳新馬          |      | 芝1200m（稍） | 7     | 3     | 3     | 01.1（1人）     | 01着 | 1:12.0（36.4）    | -0.8 | 武豊       | 53        | （ダイワテキサス）     | 458         |
|        | 10.    | 29     | 東京   | いちょうS        | OP   | 芝1600m（良） | 11    | 1     | 1     | 02.2（1人）     | 01着 | 1:35.8（36.0）    | -0.2 | 武豊       | 53        | （マウンテンストーン） | 458         |
|        | 12.    | 3      | 阪神   | 阪神3歳牝馬S     | GI   | 芝1600m（良） | 11    | 7     | 9     | 06.0（3人）     | 02着 | 1:35.4（34.1）    | -0.1 | M.キネーン | 53        | ビワハイジ             | 456         |
| 1996.  | 03.    | 2      | 阪神   | チューリップ賞   | GIII | 芝1600m（稍） | 14    | 4     | 5     | 02.7（2人）     | 01着 | 1:34.2（35.0）    | -0.8 | O.ペリエ   | 54        | （ビワハイジ）         | 452         |
|        | 05.    | 26     | 東京   | 優駿牝馬         | GI   | 芝2400m（良） | 18    | 7     | 15    | 02.5（1人）     | 01着 | 2:29.1（34.8）    | -0.2 | 武豊       | 55        | （ファイトガリバー）   | 460         |
|        | 10.    | 20     | 京都   | 秋華賞           | GI   | 芝2000m（良） | 18    | 8     | 17    | 01.7（1人）     | 10着 | 1:59.8（37.3）    | -1.7 | 武豊       | 55        | ファビラスラフイン     | 470         |
| 1997.  | 06.    | 22     | 阪神   | マーメイドS      | GIII | 芝2000m（稍） | 13    | 8     | 13    | 01.9（1人）     | 01着 | 2:02.6（36.5）    | -0.1 | 武豊       | 56        | （シングライクトーク） | 476         |
|        | 08.    | 17     | 札幌   | 札幌記念         | GII  | 芝2000m（良） | 13    | 5     | 7     | 01.8（1人）     | 01着 | 2:00.2（35.5）    | -0.4 | 武豊       | 55        | （エリモシック）       | 470         |
|        | 10.    | 26     | 東京   | 天皇賞（秋）     | GI   | 芝2000m（良） | 16    | 6     | 12    | 04.0（2人）     | 01着 | 1:59.0（34.7）    | -0.0 | 武豊       | 56        | （バブルガムフェロー） | 478         |
|        | 11.    | 23     | 東京   | ジャパンC        | GI   | 芝2400m（良） | 14    | 6     | 9     | 04.0（2人）     | 02着 | 2:25.8（34.8）    | -0.0 | 武豊       | 55        | ピルサドスキー         | 472         |
|        | 12.    | 21     | 中山   | 有馬記念         | GI   | 芝2500m（良） | 16    | 6     | 12    | 03.8（2人）     | 03着 | 2:34.9（37.4）    | -0.1 | O.ペリエ   | 55        | シルクジャスティス     | 470         |
| 1998.  | 04.    | 5      | 阪神   | 産経大阪杯       | GII  | 芝2000m（良） | 9     | 2     | 2     | 01.2（1人）     | 01着 | 2:01.3（34.2）    | -0.1 | 武豊       | 57        | （メジロドーベル）     | 470         |
|        | 06.    | 21     | 阪神   | 鳴尾記念         | GII  | 芝2000m（不） | 14    | 6     | 9     | 01.3（1人）     | 02着 | 2:04.1（37.1）    | -0.5 | 武豊       | 57        | サンライズフラッグ     | 470         |
|        | 07.    | 12     | 阪神   | 宝塚記念         | GI   | 芝2200m（良） | 13    | 4     | 5     | 04.7（3人）     | 03着 | 2:12.1（35.1）    | -0.2 | 武豊       | 56        | サイレンススズカ       | 476         |
|        | 08.    | 23     | 札幌   | 札幌記念         | GII  | 芝2000m（良） | 12    | 4     | 4     | 01.3（1人）     | 01着 | 1:59.5（34.2）    | -0.5 | 武豊       | 58        | （サイレントハンター） | 474         |
|        | 11.    | 15     | 京都   | エリザベス女王杯 | GI   | 芝2200m（良） | 14    | 3     | 3     | 01.4（1人）     | 03着 | 2:13.1（33.8）    | -0.3 | 横山典弘   | 56        | メジロドーベル         | 478         |
|        | 11.    | 29     | 東京   | ジャパンC        | GI   | 芝2400m（良） | 15    | 1     | 1     | 04.6（2人）     | 02着 | 2:26.3（35.1）    | -0.4 | 横山典弘   | 55        | エルコンドルパサー     | 472         |
|        | 12.    | 27     | 中山   | 有馬記念         | GI   | 芝2500m（良） | 16    | 2     | 3     | 03.8（2人）     | 05着 | 2:32.9（36.0）    | -0.8 | 武豊       | 54        | グラスワンダー         | 468         |

## 繁殖成績
|    | 生年   | 馬名               | 性 | 毛色   | 父                 | 厩舎                           | 馬主                           | 戦績・備考 | 出典   |
| -- | ------ | ------------------ | -- | ------ | ------------------ | ------------------------------ | ------------------------------ | --- | ------ |
| 1  | 2000年 | アドマイヤグルーヴ | 牝 | 鹿毛   | サンデーサイレンス | 栗東・橋田満                   | 近藤利一                       | 21戦8勝（抹消・繁殖） エリザベス女王杯連覇（GI） ローズS、阪神牝馬S（GII） マーメイドS（GIII）                                       | [ 9 ]  |
| 2  | 2001年 | イントゥザグルーヴ | 牝 | 鹿毛   | サンデーサイレンス | 栗東・伊藤雄二 →栗東・梅田智之 | （有）サンデーレーシング       | 14戦4勝（抹消・繁殖） | [ 9 ]  |
| 3  | 2002年 | サムライハート     | 牡 | 鹿毛   | サンデーサイレンス | 栗東・伊藤雄二 →栗東・池江泰寿 | （有）サンデーレーシング       | 5戦3勝（抹消・種牡馬） | [ 9 ]  |
| 4  | 2003年 | ソニックグルーヴ   | 牝 | 鹿毛   | フレンチデピュティ |                                | （有）サンデーレーシング       | 不出走（抹消・繁殖） | [ 9 ]  |
| 5  | 2004年 | ザサンデーフサイチ | 牡 | 黒鹿毛 | ダンスインザダーク | 栗東・池江泰寿 →栗東・松田国英 | 関口房朗 →林進                 | 41戦3勝（抹消・種牡馬） | [ 9 ]  |
| 6  | 2005年 | ポルトフィーノ     | 牝 | 鹿毛   | クロフネ           | 栗東・角居勝彦                 | （有）サンデーレーシング       | 9戦3勝（抹消・繁殖） | [ 9 ]  |
| 7  | 2006年 | フォゲッタブル     | 牡 | 鹿毛   | ダンスインザダーク | 栗東・池江泰郎 →栗東・池江泰寿 | 金子真人ホールディングス（株） | 32戦4勝（抹消） ステイヤーズS（GII） ダイヤモンドS（GIII）                                                                           | [ 9 ]  |
| 8  | 2007年 | ルーラーシップ     | 牡 | 鹿毛   | キングカメハメハ   | 栗東・角居勝彦                 | （有）サンデーレーシング       | 20戦8勝（抹消・種牡馬） クイーンエリザベス2世カップ（GI） 日経新春杯、金鯱賞、アメリカジョッキークラブカップ（GII） 鳴尾記念（GIII） | [ 9 ]  |
| 9  | 2008年 | グルヴェイグ       | 牝 | 黒鹿毛 | ディープインパクト | 栗東・角居勝彦                 | （有）サンデーレーシング       | 11戦5勝（抹消・繁殖） マーメイドステークス（GIII）                                                                                   | [ 9 ]  |
|    | 2009年 | 産駒なし           |    |        |                    |                                |                                | | [ 30 ] |
| 10 | 2010年 | ラストグルーヴ     | 牝 | 鹿毛   | ディープインパクト | 栗東・藤原英昭                 | 山本英俊                       | 1戦1勝（抹消・繁殖） | [ 9 ]  |
|    | 2011年 | 産駒なし           |    |        | ディープインパクト |                                |                                | | [ 30 ] |
|    | 2012年 | 産駒なし           |    |        | ハービンジャー     |                                |                                | | [ 30 ] |
| 11 | 2013年 | ショパン           | 牡 | 鹿毛   | キングカメハメハ   | 栗東・角居勝彦                 | 窪田康志                       | 32戦3勝（抹消・乗馬） | [ 9 ]  |

### 繁殖成績に関する注釈
1. ↑  
  - 産駒にドゥラメンテ、孫（2番仔アドマイヤセプターの産駒）にデシエルト
2. ↑  
  - 孫（3番仔レネットグルーヴの産駒）にローシャムパーク
3. ↑  
  - 孫（初仔スペシャルグルーヴの産駒）にグルーヴィット、ジュンライトボルト、ミッキーファイト
4. ↑  
  - セレクトセールにおいて、関口房朗が4億9000万円で落札
5. ↑  
  - 産駒にアンドヴァラナウト
6. ↑    - セレクトセールでグローブエクワインマネージメントが3億6000万円で落札
* 産駒にレッドモンレーヴ

## 血統表
| エアグルーヴの血統                | エアグルーヴの血統                                   | エアグルーヴの血統                                   | （血統表の出典）                                     | （血統表の出典）      |
| 父系                              | ゼダーン系                                           | ゼダーン系                                           | ゼダーン系                                           | [ § 2 ]               |
| 父 *トニービン Tony Bin 1983 鹿毛 | 父の父*カンパラ Kampala 1976 黒鹿毛                  | Kalamoun                                             | *ゼダーン                                            | *ゼダーン             |
| 父 *トニービン Tony Bin 1983 鹿毛 | 父の父*カンパラ Kampala 1976 黒鹿毛                  | Kalamoun                                             | Khairunissa                                          |                       |
| 父 *トニービン Tony Bin 1983 鹿毛 | 父の父*カンパラ Kampala 1976 黒鹿毛                  | State Pension                                        | *オンリーフォアライフ                                | *オンリーフォアライフ |
| 父 *トニービン Tony Bin 1983 鹿毛 | 父の父*カンパラ Kampala 1976 黒鹿毛                  | State Pension                                        | Lorelei                                              |                       |
| 父 *トニービン Tony Bin 1983 鹿毛 | 父の母Severn Bridge 1965 栗毛                        | Hornbeam                                             | Hyperion                                             | Hyperion              |
| 父 *トニービン Tony Bin 1983 鹿毛 | 父の母Severn Bridge 1965 栗毛                        | Hornbeam                                             | Thicket                                              |                       |
| 父 *トニービン Tony Bin 1983 鹿毛 | 父の母Severn Bridge 1965 栗毛                        | Priddy Fair                                          | Preciptic                                            | Preciptic             |
| 父 *トニービン Tony Bin 1983 鹿毛 | 父の母Severn Bridge 1965 栗毛                        | Priddy Fair                                          | Campanette                                           |                       |
| 母 ダイナカール 1980 鹿毛         | 母の父*ノーザンテースト Northern Taste 1971 栗毛     | Northern Dancer                                      | Nearctic                                             | Nearctic              |
| 母 ダイナカール 1980 鹿毛         | 母の父*ノーザンテースト Northern Taste 1971 栗毛     | Northern Dancer                                      | Natalma                                              |                       |
| 母 ダイナカール 1980 鹿毛         | 母の父*ノーザンテースト Northern Taste 1971 栗毛     | Lady Victoria                                        | Victoria Park                                        | Victoria Park         |
| 母 ダイナカール 1980 鹿毛         | 母の父*ノーザンテースト Northern Taste 1971 栗毛     | Lady Victoria                                        | Lady Angela                                          |                       |
| 母 ダイナカール 1980 鹿毛         | 母の母シャダイフェザー 1973 鹿毛                     | *ガーサント Guersant                                 | Bubbles                                              | Bubbles               |
| 母 ダイナカール 1980 鹿毛         | 母の母シャダイフェザー 1973 鹿毛                     | *ガーサント Guersant                                 | Montagnana                                           |                       |
| 母 ダイナカール 1980 鹿毛         | 母の母シャダイフェザー 1973 鹿毛                     | *パロクサイド Peroxide                               | Never Say Die                                        | Never Say Die         |
| 母 ダイナカール 1980 鹿毛         | 母の母シャダイフェザー 1973 鹿毛                     | *パロクサイド Peroxide                               | Feather Ball                                         |                       |
| 母系(F-No.)                       | パロクサイド系(FN:8-f)                               | パロクサイド系(FN:8-f)                               | パロクサイド系(FN:8-f)                               | [ § 3 ]               |
| 5代内の近親交配                   | Hyperion 4×5、Lady Angela 4×5（母内）、Nasrullah 5×5 | Hyperion 4×5、Lady Angela 4×5（母内）、Nasrullah 5×5 | Hyperion 4×5、Lady Angela 4×5（母内）、Nasrullah 5×5 | [ § 4 ]               |
| 出典                              | 1. 2. 3. 4.                                          | 1. 2. 3. 4.                                          | 1. 2. 3. 4.                                          | 1. 2. 3. 4.           |